# Charops bicolor
Charops bicolor är en stekelart som först beskrevs av Szepligeti 1906.  Charops bicolor ingår i släktet Charops och familjen brokparasitsteklar. Inga underarter finns listade i Catalogue of Life.